# Weißenborn (Hessen)
Weißenborn is een gemeente in de Duitse deelstaat Hessen, dicht bij de grens met Thüringen. De gemeente maakt deel uit van de Werra-Meißner-Kreis. Weißenborn telt 986 inwoners. Archeologische vondsten geven aan dat nabij Weißenborn al rond 2000 v.C. mensen woonden.
Bad Sooden-Allendorf · Berkatal · Eschwege · Großalmerode · Herleshausen · Hessisch Lichtenau · Meinhard · Meißner · Neu-Eichenberg · Ringgau · Sontra · Waldkappel · Wanfried · Wehretal · Weißenborn · Witzenhausen